# Segundo Planalto Paranaense

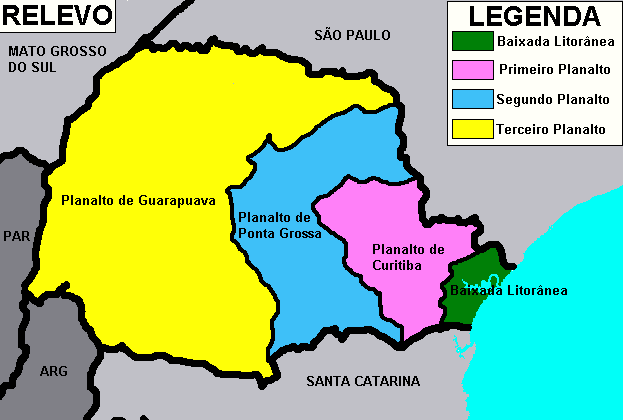
Segundo Planalto Paranaense (azul).

Segundo Planalto Paranaense (ou Planalto de Ponta Grossa) é a denominação local da Depressão Periférica do Planalto Meridional no estado do Paraná, também conhecida como Campos Gerais do Paraná. O planalto paleozoico, também denominado segundo planalto paranaense ou dos Campos Gerais (ou de Ponta Grossa), se propaga em solos paleozoicos. Limita-se, a leste, com uma escarpa, a Serrinha, descamba ao planalto cristalino e, a oeste, com a cuesta da serra da Esperança, ergue-se ao basáltico. O planalto paleozoico é topograficamente leve e ligeiramente inclinado para oeste: em seu extremo leste atinge 1 200 metros de altitude e, na encosta da serra Geral, ao ocidente, a registrada é de apenas 500 metros. Compõe um cinturão de terras de mais de 100 km de comprimento e desenha uma imensa meia-lua côncava voltando-se para leste.
Alguns autores chamam esta região do Paraná de “Planalto dos Campos Gerais”, no entanto, tal expressão também pode designar outra região do Planalto Meridional mais ao sul, abrangendo o sudeste de Santa Catarina e a serra Gaúcha no nordeste do Rio Grande do Sul.